# La sombra de nadie
La sombra de nadie es una película española de suspense de 2006 dirigida por Pablo Malo y protagonizada por José Luis García Pérez y Philippine Leroy-Beaulieu.

## Argumento
A finales de 1967, Laura (Irina Martínez), una niña de 9 años aparece muerta en un humedal cercano a un internado situado en la zona de los Pirineos. Un mes después del trágico suceso, Marco (José Luis García Pérez) se traslada a una casa aislada en la montaña con el plan de restaurarla. Por otra parte, Julia (Philippine Leroy-Beaulieu) empieza a comunicarse con el espíritu de la niña fallecida ante el escepticismo de Mónica (Andrea Villanueva), la directora del centro.

## Reparto
- José Luis García Pérez es Marco.
- Irina Martínez es Laura.
- Philippine Leroy-Beaulieu es Julia.
- Andrea Villanueva es Mónica.
- Zorion Eguileor es el Conserje.
- María Jesús Valdés es Avelina.
- Ana Lucía Billate es Madre Superiora.